# Matemàtica africana
Molts creuen que les matemàtiques s'originaren amb els egipcis i babilonis al 2000 ae; però hi ha registres matemàtics de més de 35.000 anys a l'Àfrica central.
Abans de la invenció dels nombres, els primers humans havien de resoldre problemes quotidians, com ara mesurar, quantificar, comparar, classificar, entre d'altres. Es comptaven els dies del mes, la distribució d'aigua o el nombre d'eines i animals. Una de les primeres maneres de fer comptes fou associar cada objecte que es volia quantificar amb un altre (associació biunívoca). Es podria associar una pedra a cada animal del ramat, per exemple.
Una altra manera que va precedir l'escriptura fou marcar pals, pedres i ossos d'animals. El registre més antic d'aquest tipus de compte és l'os de Lebombo. L'objecte s'utilitzà, aproximadament, al 35000 ae i fou trobat, el 1970, a les muntanyes d'Eswatini. Conté una seqüència de 29 marques usades hui en dia per tribus bosquimanes.
Als anys 50 es va trobar un objecte encara més interessant. Es tracta de l'os d'Ishango, un artefacte d'uns 20.000 anys d'antiguitat, de 10 cm de llarg, que duu un cristall de quars en un extrem i tres columnes entallades. Aparentment l'objecte s'utilitzava per a escriure, doncs el cristall no es pot separar de l'os.

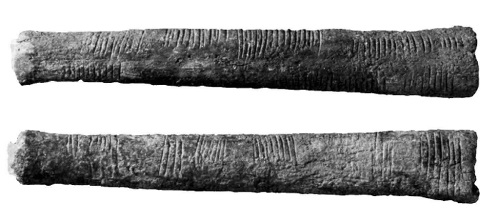
Os d'Ishango

El responsable de la troballa fou l'arqueòleg belga Jean de Heinzelin. Feia excavacions a la República Democràtica del Congo, a la vora del llac Rutanzige. L'os estava ben conservat perquè era enterrat sota la lava d'un volcà. A més del bastó s'hi van trobar altres eines, restes de fauna i fins ossades humanes.
Alguns creuen que els pobles de l'època ja es divertien amb la matemàtica i que l'os seria algun tipus de joc aritmètic. Però el 1972, el periodista americà Alexander Marshack suggerí que el bastó seria un calendari lunar. La suma de cada una de les dues darreres columnes dona 60, o siga, dos mesos lunars. La primera columna, amb 48 traços, seria un mes i mig lunar.

## Formes d'expressar quantitats
Les expressions per a designar una quantitat podrien ser diferents dins un mateix poble. Per exemple, el 5 podria ser expressat per 3 i 2, o 4 i 1.
Els mbai, que viuen a Nigèria i al Txad, anomenen mata mata al 6 (o siga, 3 + 3); el vuit és soso (4 + 4) i en algunes llengües d'Àfrica oriental, 8 és <i>ne-na-ne</i>, o siga, 4 + 4.
En el sistema dels baali, ètnia de l'Alt Congo, 4 i 6 són les bases utilitzades. La funció del 10 en el sistema decimal és ocupat pel 24 (4 x 6). Quan s'obté el 576 (24²) el compte torna al principi.
Els ndaaka barrejaven les bases 10 i 32. El 10 és conegut com a bokuboku; el 12, bokuboku al bepi (10 + 2); 32, és edi; 64, edibepi (32 x 2); 1024, edidi (32 x 32); i 1.025, edidi negana (32 x 32 + 1).

## Talents aritmètics
Hi ha relats fiables que els africans s'interessaven per l'aritmètica molt abans de la colonització occidental. Paulus Gerdes, famós historiador matemàtic, explica que un jove esclau africà, que anà a Amèrica al segle xviii, feia càlculs mentals de manera impressionant. Per exemple, sabia que 47.304.000 segons corresponien a un any i mig, en un càlcul mental de menys de dos minuts. Un altre càlcul fascinant del jove fou determinar que 2.210.500.800 segons corresponien a 70 anys, 17 dies i 12 hores. Aquest càlcul el feu per corregir un home que feia comptes en un paper. Ell afirmà que s'havia oblidat dels anys bissexts.
Els iorubes multiplicaven en un sistema de base 20, i també feien duplicacions i divisions per 2.
La base mixta emprada per alguns pobles africans pot explicar una de les columnes de l'os. L'11, 13, 17 i 19 (nombres primers entre 10 i 20) són, respectivament (2 x 6 - 1), (2 x 6 + 1), (3 x 6 – 1) i (3 x 6 + 1) en una de les columnes; i 9, 11, 19 i 21 són, respectivament, (10 – 1), (10 + 1), (2 x 10 - 1) i (2 x 10 + 1) en una altra columna.
Vladimir Pletser interpretà els traços de l'os com una manera de comptar. No va analitzar-ne sols les quantitats, sinó que observà les distàncies entre les marques i la longitud. Segons aquest estudi les bases 4 i 3 es barrejaven i s'utilitzaven juntes: això explica que les sumes dels traços en cada columna siguen 48 i 60.

## Influència d'Àfrica Central
Els pobles que habitaven Àfrica central i que van tallar l'os d'Ishango poden haver influenciat la matemàtica dels egipcis i d'Orient Mitjà. El mètode de tallar aquests objectes s'havia estés per Àfrica Central cap als jaciments arqueològics del nord, al Sudan. Més tard la tècnica es trobà també a Egipte. La cronologia d'aquesta transferència de coneixement es va comprovar amb carboni 14. Els jaciments del Sudan i Egipte daten del 4000 ae, això vol dir uns 15.000 anys després d'Ishango.
Un altre fet curiós que dona encara més poder a la teoria que els pobles d'Àfrica Central influenciaren altres pobles s'atribueix als lingüistes N. Thomas, L. Bouquiaux i H. Matthews: aquests van constatar en les seues recerques, al voltant del 1917 al 1920, que les bases 10 i 12 es barrejaven. Conclogueren que l'Orient Mitjà i Egipte haurien influenciat d'alguna manera aquests pobles. Però en la dècada del 1950 el descobriment de l'os de Ishango demostrà el contrari.

## Fractals africans
La geometria fractal no existeix sols en la natura. Alguns pobles admiren aquestes formacions i les utilitzen en els lloc més diversos.
Al poblat de Ba-ila, a Zàmbia, la disposició de les cases formen figures semblants que creixen de dintre a fora.
El llogaret de Logone Birni, a Camerun, també es construí seguint una proporció. La mateixa proporció es repeteix a la sala del tron del palau.
No és sols en l'arquitectura que observem fractals. Molts pobles utilitzen la geometria fractal per a fer pentinats i teixits.

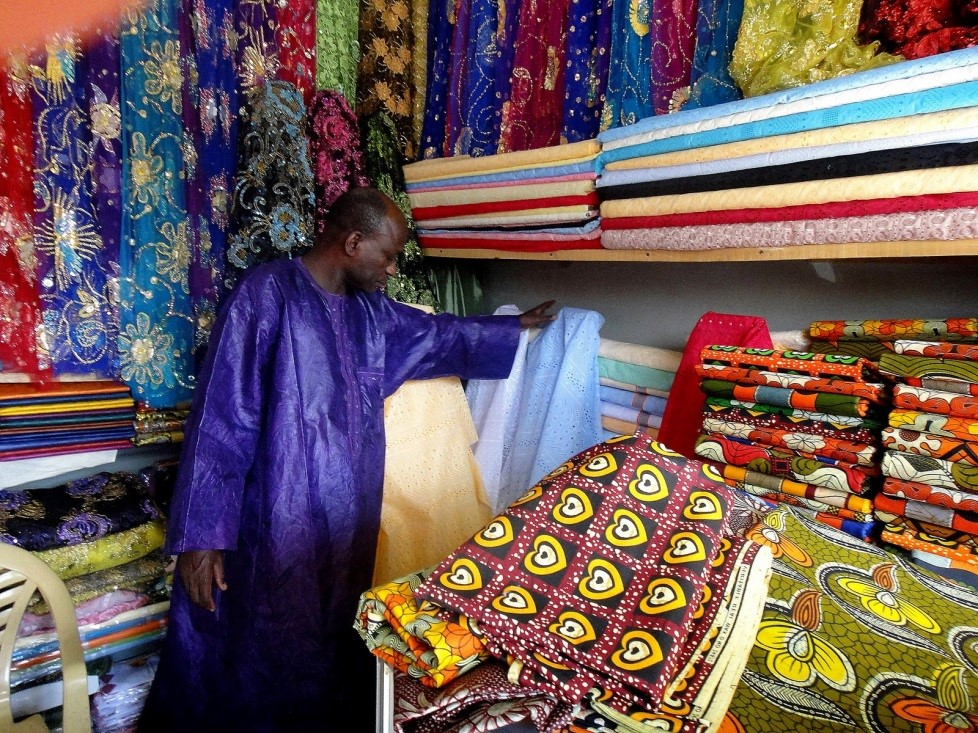
Botiga de teixits de Senegal